# Celama atomosa
Celama atomosa är en fjärilsart som beskrevs av Brem. 1861. Celama atomosa ingår i släktet Celama och familjen trågspinnare. Inga underarter finns listade i Catalogue of Life.